# Natalia Gherman
Natalia Gherman (Chișinău, 20 marzo 1969) è una politica moldava.
È stata il Primo ministro della Moldavia per un periodo ad interim, dal giugno al luglio 2015.
Dal 2013 al 2016 è stata Ministro degli affari esteri e dell'integrazione europea nonché Vice-Primo ministro della Moldavia. Ha svolto questo incarico con tre diversi Primi ministri: Iurie Leancă, Chiril Gaburici e Valeriu Streleț.

## Biografia
Natalia Gherman è nata nel 1969 a Chișinău, all'epoca parte dell'Unione Sovietica, e dal 1991 capitale della Moldavia. È la figlia di Mircea Snegur, che è stato il primo presidente della Moldavia dal 1991 al 1997. Ha conseguito un Bachelor of Arts (BA) presso l'Università Statale della Moldavia. Nel 1999 ha completato un Master of Arts (MA) diploma post laurea in studi di guerra al King College di Londra.

### Carriera diplomatica
Inizia la sua carriera nel servizio diplomatico moldavo nel 1991, come Secondo e poi come Primo Segretario presso il Dipartimento delle Organizzazioni Internazionali del Ministero degli Affari Esteri. Dal 1994 al 1997 è stata consigliere e rappresentante permanente aggiunto presso le agenzie delle Nazioni Unite a Vienna e l'OSCE. Dal 1997 al 2001 è stata vice capo del Dipartimento per la sicurezza europea e gli affari politico-militari presso il Ministero degli affari esteri della Moldavia. Dal 2001 al 2002 è stata Ministro-consigliere presso l'Ambasciata moldava a Bruxelles, nonché vice-capo della Missione della Moldavia presso la NATO.
Nel 2002 è diventata l'ambasciatrice moldava in Austria e rappresentante permanente presso l'OSCE e le agenzie delle Nazioni Unite a Vienna. Nel 2006 ha lasciato Bruxelles per Stoccolma, diventando l'ambasciatrice moldava in Svezia, Norvegia e Finlandia. Per i suoi "meriti nel promuovere i rapporti tra Svezia e Moldavia", Natalia Gherman è stata insignita dell'Ordine della Stella Polare al grado di comandante di prima classe. Ha lasciato questo ruolo nel 2009, dopo la sua nomina a Vice Ministro.

### Carriera politica
Il 29 giugno 2009 è stata nominata viceministro degli affari esteri e dell'integrazione europea mentre all'epoca era ministro Andrei Stratan. Nel novembre 2009 è stata nominata capo negoziatrice nei colloqui con l'Unione europea sull'accordo di associazione tra la Moldavia e l'UE. Ha anche partecipato ai colloqui che hanno portato alla liberalizzazione dei requisiti per i visti per i moldavi che viaggiano nell'UE.
Il 30 maggio 2013 è stata nominata Ministro degli affari esteri e dell'integrazione europea divenendo contemporaneamente Vice-Primo Ministro della Moldavia. È stata anche presidente del Comitato nazionale per la lotta alla tratta di esseri umani. In questo ruolo,ha partecipato al Forum globale su migrazione e sviluppo e ha contribuito al "dialogo ad alto livello sulla migrazione e lo sviluppo internazionali".
Nel 2014 il quotidiano britannico The Guardian l'ha scelta come una delle "Sette donne da seguire nella politica globale che stanno guidando il cambiamento in tutto il mondo".  Sempre nel 2014 è stata insignita del più alto onore nazionale della Moldavia, l'Ordine della Repubblica.
Nelle elezioni del novembre 2014 Natalia Gherman è stata eletta deputata al parlamento ed è diventata membro della commissione parlamentare per la politica estera e l'integrazione europea. Con la formazione del nuovo Governo Strelit, ha riassunto le cariche di Ministro degli affari esteri e dell'integrazione europea e Vice-Primo Ministro. In seguito alle dimissioni di Chiril Gaburici da Primo Ministro della Moldavia il 22 giugno 2015, Gherman è subentrata a titolo provvisorio restando in carica fino al 30 luglio 2015, quando Valeriu Streleț è diventato Primo Ministro e lei ha ripreso i suoi precedenti ruoli nel Governo Strelit. Il 20 gennaio 2016 le sue cariche di governo sono state assunte da Andrei Galbur.
Il 18 febbraio 2016 Natalia Gherman è stata ufficialmente nominata da Vlad Lupan, il rappresentante permanente moldavo presso l'ONU, candidata moldava quale Segretario generale delle Nazioni Unite nel processo di selezione del 2016. La nomina è stata resa pubblica il giorno successivo dal Presidente dell'Assemblea Generale. È possibile che "l’attrito di lunga data tra la Moldavia e la Russia sulla regione separatista della Transnistria" abbiano portato ad un blocco della sua candidatura da parte di Mosca.
Il 15 settembre 2017 il segretario generale delle Nazioni Unite, António Guterres, ha annunciato la nomina di Natalia Gherman come suo nuovo rappresentante speciale e capo del Centro regionale delle Nazioni Unite per la diplomazia preventiva per l'Asia centrale (UNRCCA).